# Grand Island, Nebraska
Grand Island är en stad (city) i Hall County i delstaten Nebraska i USA. Staden hade 53 131 invånare, på en yta av 78,35 km² (2020). Grand Island är administrativ huvudort (county seat) i Hall County.